# 2010년 한화 이글스 시즌
2010년 한화 이글스 시즌은 한화 이글스가 KBO 리그에 참가한 17번째 시즌으로, 빙그레 이글스 시절까지 합하면 25번째 시즌이다. 한대화 감독이 팀을 이끈 첫 시즌이며, 신경현이 주장을 맡았다. 팀은 8팀 중 2년 연속 정규시즌 최하위에 그치며 3년 연속으로 포스트시즌 진출에 실패했다.

## 타이틀
- 광저우 아시안 게임 금메달: 류현진
- KBO 골든글러브: 류현진 (투수)
- 일구상 최고투수상: 류현진
- 일구상 의지노력상: 최진행
- 조아제약 프로야구대상 최고투수상: 류현진
- 스포츠토토 올해의 투수상: 류현진
- 한국갤럽 선정 가장 좋아하는 한국인 야구선수 6위: 류현진
- 스포츠조선 선정 최고 배터리: 류현진, 신경현
- 올스타 선발: 류현진 (투수), 김태완 (지명타자)
- 올스타전 추천선수: 신경현, 최진행
- 스포츠조선 조사 청소년대표 롤모델: 류현진
- 컴투스프로야구 KBO 베스트 라인업: 류현진 (중계투수)
- 컴투스프로야구2022 타이틀홀더 라인업: 박정진 (구원투수)
- 컴투스프로야구 내일은 국가대표 라인업: 류현진 (선발투수)
- 컴투스프로야구 아빠와 아들 라인업: 유원상 (선발투수)
- WAR: 류현진 (9.34)
- 수비 WAR: 이대수 (2.32)
- 볼넷: 김태완 (86)
- 희생플라이: 정원석 (8)
- 완투: 류현진 (5)
- 완봉: 류현진 (3)
- 탈삼진: 류현진 (187)
- 평균자책점: 류현진 (1.82)
- 이닝 당 출루허용률: 류현진 (1.01)
- 퀄리티 스타트: 류현진 (23)
- 피안타율: 류현진 (0.220)
- 선발승: 류현진 (16)
- 병살 유도: 데폴라 (21)
- 경기당 투구 수: 류현진 (113.4)
- 선발 GSC: 류현진 (5월 11일 LG전, 5월 25일 넥센전, 89)

### 퓨처스리그
- 퓨처스 올스타: 황재규, 김강석, 김재우, 김강
- 사구: 이양기 (15)
- 남부리그 홈런: 김강 (14)
- 남부리그 타점: 김강 (61)
- 남부리그 홀드: 김재현 (9)

## 선수단
- 선발투수: 류현진, 유원상, 김용주, 김혁민, 최영필, 부에노, 양승진, 카페얀
- 구원투수: 박정진, 윤규진, 송창식, 안승민, 신해수, 김재현, 윤경영, 윤기호, 양훈, 윤근영, 이동현, 구대성, 황재규, 정재원, 마일영, 안영명, 허유강
- 마무리투수: 데폴라, 장민재, 박성호
- 포수: 신경현, 이성호, 박노민, 이희근
- 1루수: 정희상, 김강, 장성호
- 2루수: 정원석, 전현태, 이로운, 한윤섭, 김강석
- 유격수: 이대수, 오선진
- 3루수: 송광민, 손지환, 김회성
- 좌익수: 최진행, 김동영
- 중견수: 김경언, 추승우
- 우익수: 강동우, 정현석, 전근표, 김다원, 이양기, 이상훈
- 지명타자: 김태완, 이도형, 김재우, 이영우

## 여담
- 4월 9일 롯데 자이언츠와의 경기에서 롯데 자이언츠는 24안타, 한화 이글스는 27안타를 쳐 역대 한 경기 양팀 합산 최다 안타 기록을 세웠다.
- 류현진은 21세기 KBO 리그에서 처음으로 단일 시즌 1점대 평균자책점을 기록했다.
- 류현진은 구단 사상 단일 시즌 최고 WAR(9.34)을 기록했다.
- 이 시즌을 끝으로 KBO 리그를 떠난 구대성은 KBO 리그 통산 1128.2이닝 855피안타로 역대 KBO 리그 통산 1000이닝 투수 중 최소 피안타 기록을 보유하고 있다.
- 이 시즌을 끝으로 은퇴한 이도형은 통산 도루 5개, 도루실패 5회, 호타준족 지수 9.63으로 역대 KBO 리그 통산 3000타석 이상 소화한 타자 중 최소, 최저 기록을 보유하고 있다.
- 구대성은 만 40세 때부터의 통산 탈삼진율 23.7%로 KBO 리그 40대 투수 통산 최고 기록을 세웠다.
- 카페얀은 이 시즌 WAR -1.12에 그쳐 KBO 리그 역대 외국인 투수 중 단일 시즌 최저 기록 겸 2010년대 외국인 투수 통산 최저 기록을 세웠다.

## 같이 보기
- 2011년 한화 이글스 시즌